# Wingerworth
Wingerworth est une paroisse civile et un village du Derbyshire, en Angleterre.